# 太平湖大桥
太平湖大桥 是一座位于中華人民共和國安徽省黄山市黄山区的拱桥 。此桥以336米的跨距跨越太平湖西南角 ，四车道京台高速公路通过此桥。